# 成公 (単)
成公（せいこう）は、春秋時代の単の君主。姓は姫、氏は単、名は確。
魯の昭公七年（紀元前535年）、単の献公は身近な者を捨てて、他国の者を重用した。冬十月辛酉、単の襄公・頃公の族人が単の献公を殺し、単の成公を擁立した。
魯の昭公十一年（紀元前531年）秋、単の成公と韓起（韓宣子）は戚で会盟した。単の成公は下を見て、物言いも小声だった。羊舌肸（叔向）は単子（単の成公）の振る舞いを見て、単子は死ぬだろうと言った。十二月、単の成公は卒した。